# Mariano Costa
Mariano Costa (Trapani, 4 giugno 1879 – Trapani, 6 settembre 1950) è stato un politico e antifascista italiano.

## Biografia
Di umili origini aderisce al Partito Socialista fin dalla fondazione. Tra il 1900 e l'avvento del fascismo partecipa come fondatore o collaboratore alla costituzione di cooperative agricole, leghe per l'insegnamento e biblioteche ambulanti popolari ed è sempre in prima fila nelle manifestazioni a favore delle classi meno agiate. Dedica un particolare impegno contro il fenomeno del latifondismo. Compie a Trapani gli studi superiori e si laurea a Messina in Lettere e filosofia, dedicandosi quindi all'insegnamento nelle scuole ordinarie e in quelle improvvisate per chi non può permettersene i costi. Anti-interventista, al coinvolgimento italiano nella prima guerra mondiale si dedica ad opere di assistenza e tutela delle vedove e degli orfani dei combattenti. Cessate le ostilità riprende la guida del proletariato trapanese ed è eletto consigliere provinciale.
In tale veste si presenta alle elezioni del 1921 e viene eletto. Viene rieletto deputato nel 1924 ma viene dichiarato decaduto due anni dopo per aver aderito alla secessione dell'Aventino. Deve anche dimettersi dalla professione per non dover giurare fedeltà al partito fascista. Ritiratosi a vita privata durante il ventennio torna ad occuparsi di politica dopo la caduta del fascismo.
Nominato sottosegretario di Stato al Ministero del Lavoro, Industria e Commercio nel governo Bonomi, per il PSIUP dal 18 giugno al 12 dicembre 1944.
Nel settembre 1945 diviene membro della Consulta nazionale fino al giugno 1946, ma nelle successive elezioni del 1946 non viene eletto all'Assemblea costituente.